# Dirk Schoufs
Dirk Schoufs (* 9. Februar 1962; † 24. Mai 1991) war ein belgischer Bassist, Sessionmusiker und Musikproduzent. Bekannt wurde er als Gründungsmitglied der Popgruppe Vaya Con Dios.

## Musikalische Karriere
In den 1980er Jahren war Dirk Schoufs Kontrabassist der belgischen Rockabilly-Formation The Wild Ones. Mit Rock-’n’-Roll-Titeln wie Best Way to Jive, einer Cover-Version der Chuck-Berry-Nummer Maybellene und Cat Woman erzielte die Band überregionalen Bekanntheitsgrad. Vor dem Erscheinen der ersten Platte (Crossroads, 1986) verließ Schoufs die Gruppe und begründete zusammen mit der Sängerin Danielle Schoovaerts, bekannt geworden als Dani Klein, die ihn in einer Brüssel Kneipe kennengelernt hatte und mit der er von ihm geschriebene Songs produzierte, und dem Gitarristen Willy Lambregt (Künstlername: Willy Willy) die kommerziell erfolgreiche Popformation Vaya Con Dios. Als Musiker und Bandmitglied war er an drei Alben der Gruppe beteiligt. Auch privat war Schoufs zeitweilig mit der Sängerin Dani Klein liiert.
Anfang 1991, noch vor dem Erscheinen des von ihm mit eingespielten Albums Time flies, verließ Schoufs die Gruppe, um mit der belgischen Jazzsängerin Isabelle Antena zusammenzuarbeiten, privat wie musikalisch seine neue Partnerin. Mit unterkühlten Blue-Eyed-Soul-Stücken im Stil von Sade, Sarah Jane Morris und Carmel hatte Isabelle Antena Ende der 1980er, Anfang der 1990er Jahre einen gewissen Bekanntheitsgrad erreicht. Als Musiker war Schoufs an zwei Antena-Alben beteiligt – Les Derniers Guerriers Romantiques und Carpe Diem. Letztere erschien lediglich für den französischen und japanischen Markt. Wichtiger für die Produktion war allerdings seine Rolle als Produzent – ein Faktor, der auch einige Musikrezensenten explizit würdigten. Die Zusammenarbeit mit Isabelle Antena blieb allerdings ein kurzes Intermezzo: Im Alter von 29 Jahren verstarb Dirk Schoufs am 24. Mai 1991 an den Folgen einer HIV-Infektion, die er sich beim Injizieren von Heroin mit einer kontaminierten Nadel zugezogen hatte.

Februar/März 1991 spielte Dirk Schoufs in der Kinofilmproduktion Mau Mau von Uwe Schrader  die Rolle des Hank. Ursprünglich sollte Dirk Schoufs auch Teile der Musik im Film komponieren – sein früher Tod hat dies vereitelt.
2010 veröffentlichte das Produzentenduo Milk & Sugar eine erfolgreiche Remix-Version des Vaya-Con-Dios-Songs Nah Neh Nah – ein Stück, an dem Schoufs nicht nur als Musiker, sondern auch als Komponist mit beteiligt war.

## Diskografie

### Mit Vaya Con Dios
- Vaya Con Dios (1988; BMG Ariola)
- Night Owls (1990; BMG Ariola)
- Time Flies (1992; BMG Ariola)

### Mit Isabelle Antena
- Les Derniers Guerriers Romantiques (1991; Les Disques Du Crépuscule)
- Carpe Diem (1992; Victor Musical Industries; veröffentlicht nur in Frankreich und Japan)